# South Burnett Region
Koordinaten: 26° 32′ S, 151° 50′ O

Die South Burnett Region ist ein lokales Verwaltungsgebiet (LGA) im australischen Bundesstaat Queensland. Das Gebiet ist 8382 km² groß und hat etwa 32.000 Einwohner.

## Geografie
Die Region liegt im Südosten des Staats etwa 160 km nordwestlich der Hauptstadt Brisbane.
Größte Stadt und Verwaltungssitz der LGA ist Kingaroy mit etwa 9500 Einwohnern. Zur Region gehören folgende Stadtteile und Ortschaften: Abbeywood, Alice Creek, Ballogie, Barker Creek Flat, Barlil, Benair, Benarkin, Benarkin North, Blackbutt, Blackbutt North, Blackbutt South, Booie, Boondooma, Boyneside, Brigooda, Brooklands, Bullcamp, Bunya Mountains, Byee, Chahpingah, Charlestown, Chelmsford, Cloyna, Cobbs Hill, Coolabunia, Corndale, Coverty, Crawford, Crownthorpe, Cushnie, Dangore, Durong, East Nanango, Ellesmere, Fairdale, Ficks Crossing, Glan Devon, Glenrock, Goodger, Gordonbrook, Greenview, Haly Creek, Hivesville, Hodgleigh, Inverlaw, Ironpot, Johnstown, Kawl Kawl, Keysland, Kingaroy, Kinleymore, Kitoba, Kumbia, Kunioon, Leafdale, Maidenwell, Mannuem, Manyung, Marshlands, Melrose, Memerambi, Merlwood, Moffatdale, Mondure, Moondooner, Mount Mceuen, Mp Creek, Murgon, Nanango, Neumgna, Nukku, Oakdale, Okeden, Pimpimbudgee, Proston, Redgate, Runnymede, Sandy Ridges, Silverleaf, South East Nanango, South Nanango, Speedwell, Stalworth, Stonelands, Sunny Nook, Taabinga, Tablelands, Taromeo, Tarong, Teelah, Tingoora, Warnung, Wattle Camp, Wattle Grove, Wengenville, Wheatlands, Wigton, Wilkesdale, Windera, Wondai, Wooroolin, Wooroonden und Wyalla.

## Geschichte
Die heutige South Burnett Region entstand 2008 aus den vier Shires Kingaroy, Murgon, Nanango und Wondai.

## Verwaltung
Der South Burnett Regional Council hat sieben Mitglieder. Sechs Councillor werden von den Bewohnern der sechs Divisions (Wahlbezirke) gewählt. Der Ratsvorsitzende und Mayor (Bürgermeister) wird zusätzlich von allen Bewohnern der Region gewählt.